# Bellou-en-Houlme
Bellou-en-Houlme – miejscowość i gmina we Francji, w regionie Normandia, w departamencie Orne.
Według danych na rok 1999 gminę zamieszkiwały 954 osoby, a gęstość zaludnienia wynosiła 24 osoby/km² (wśród 1815 gmin Dolnej Normandii Bellou-en-Houlme plasuje się na 248. miejscu pod względem liczby ludności, natomiast pod względem powierzchni na miejscu 16.).